# División de Honor w baseballu
División de Honor w baseballu najwyższa w hierarchii liga rozgrywek bejsbolowych w Hiszpanii. Zmagania toczą się cyklicznie (co sezon), głównie w weekendy. Triumfator División de Honor zostaje jednocześnie Mistrzem Hiszpanii i może wziąć udział w Pucharze Europejskim CEB. Rozgrywki nadzorowane są przez Real Federación Española de Béisbol y Sófbol (RFEBS).

## Format rozgrywek
W rozgrywkach uczestniczy 9 drużyn. W każdym sezonie dwa zespoły mierzą się ze sobą w weekend rozgrywając dwa mecze. Na zakończenie sezonu dwa najlepsze zespoły rozgrywają między sobą finał. Zespół zajmujący w danym sezonie ostatnie miejsce zostaje przeniesiony do Primera División A.

## Drużyny sezonu 2016
| Drużyna                   | Stadion                              | Pojemność stadionu | Miasto/Region               |
| ------------------------- | ------------------------------------ | ------------------ | --------------------------- |
| Tenerife Marlins          | Centro Insular de Béisbol            | 200                | Puerto de la Cruz, Teneryfa |
| Astros Valencia           | Campo Federativo del Turia           | 100                | Walencja                    |
| Sant Boi                  | Campo Municipal de Béisbol           | 500                | Sant Boi de Llobregat       |
| Barcelona                 | Camp Municipal Carlos Pérez de Rozas | 800                | Barcelona                   |
| San Inazio Bilbao Bizkaia | Polideportivo El Fango               | 200                | Bilbao                      |
| Béisbol Navarra           | Instalaciones Deportivas El Soto     | 200                | Pampeluna                   |
| Pamplona                  | Instalaciones Deportivas El Soto     | 200                | Pampeluna                   |
| Viladecans                | Estadi Olimpic de Viladecans         | 1,500              | Viladecans                  |

## Zwycięzcy poszczególnych sezonów
| Sezon | Zwycięzca          |
| 1946  | RCD Espanyol       |
| 1947  | Real Madrid        |
| 1948  | FC Barcelona       |
| 1949  | FC Barcelona       |
| 1950  | Real Madrid        |
| 1951  | Atlético Madrid    |
| 1952  | Real Madrid        |
| 1953  | Atlético Madrid    |
| 1952  | Atlético Madrid    |
| 1953  | RCD Espanyol       |
| 1954  | Hèrcules Les Corts |
| 1955  | Real Madrid        |
| 1956  | FC Barcelona       |
| 1957  | Picadero Damm      |
| 1958  | Hèrcules Les Corts |
| 1959  | Real Madrid        |
| 1960  | Real Madrid        |
| 1961  | Real Madrid        |
| 1962  | Picadero Damm      |
| 1963  | Real Madrid        |
| 1964  | Picadero Damm      |

| Sezon | Zwycięzca                 |
| 1965  | El Corte Inglés de Madrid |
| 1966  | Piratas de Madrid         |
| 1967  | Piratas de Madrid         |
| 1968  | El Corte Inglés de Madrid |
| 1969  | El Corte Inglés de Madrid |
| 1970  | Rayo Vallecano            |
| 1971  | Madrid                    |
| 1972  | Madrid                    |
| 1973  | Condepols                 |
| 1974  | Condepols                 |
| 1975  | Condepols                 |
| 1976  | Johnson de Madrid         |
| 1977  | Catalunya                 |
| 1978  | Condepols                 |
| 1979  | Condepols                 |
| 1980  | Condepols                 |
| 1981  | Piratas de Madrid         |
| 1982  | Viladecans                |
| 1983  | Viladecans                |
| 1984  | Viladecans                |
| 1985  | Viladecans                |

| Sezon | Zwycięzca          |
| 1946  | RCD Espanyol       |
| 1947  | Real Madrid        |
| 1948  | FC Barcelona       |
| 1949  | FC Barcelona       |
| 1950  | Real Madrid        |
| 1951  | Atlético Madrid    |
| 1952  | Real Madrid        |
| 1953  | Atlético Madrid    |
| 1952  | Atlético Madrid    |
| 1953  | RCD Espanyol       |
| 1954  | Hèrcules Les Corts |
| 1955  | Real Madrid        |
| 1956  | FC Barcelona       |
| 1957  | Picadero Damm      |
| 1958  | Hèrcules Les Corts |
| 1959  | Real Madrid        |
| 1960  | Real Madrid        |
| 1961  | Real Madrid        |
| 1962  | Picadero Damm      |
| 1963  | Real Madrid        |
| 1964  | Picadero Damm      |

| Sezon | Zwycięzca                 |
| 1965  | El Corte Inglés de Madrid |
| 1966  | Piratas de Madrid         |
| 1967  | Piratas de Madrid         |
| 1968  | El Corte Inglés de Madrid |
| 1969  | El Corte Inglés de Madrid |
| 1970  | Rayo Vallecano            |
| 1971  | Madrid                    |
| 1972  | Madrid                    |
| 1973  | Condepols                 |
| 1974  | Condepols                 |
| 1975  | Condepols                 |
| 1976  | Johnson de Madrid         |
| 1977  | Catalunya                 |
| 1978  | Condepols                 |
| 1979  | Condepols                 |
| 1980  | Condepols                 |
| 1981  | Piratas de Madrid         |
| 1982  | Viladecans                |
| 1983  | Viladecans                |
| 1984  | Viladecans                |
| 1985  | Viladecans                |

| Sezon | Zwycięzca           |
| 1986  | Viladecans          |
| 1987  | Viladecans          |
| 1988  | Viladecans          |
| 1989  | Viladecans          |
| 1990  | Viladecans          |
| 1991  | Viladecans          |
| 1992  | Viladecans          |
| 1993  | Viladecans          |
| 1994  | Viladecans          |
| 1995  | Viladecans          |
| 1996  | Viladecans          |
| 1997  | Viladecans          |
| 1998  | Viladecans          |
| 1999  | Viladecans          |
| 2000  | Viladecans          |
| 2001  | Viladecans          |
| 2002  | Viladecans          |
| 2003  | Sant Boi            |
| 2004  | Rojos de Candelaria |
| 2005  | Marlins Puerto Cruz |
| 2006  | Marlins Puerto Cruz |

| Sezon | Zwycięzca           |
| 2007  | Marlins Puerto Cruz |
| 2008  | Marlins Puerto Cruz |
| 2009  | Marlins Puerto Cruz |
| 2010  | Sant Boi            |
| 2011  | FC Barcelona        |
| 2012  | Béisbol Barcelona   |
| 2013  | Marlins Puerto Cruz |
| 2014  | Marlins Puerto Cruz |
| 2015  | Marlins Puerto Cruz |
| 2016  | Valencia Astros     |

| Sezon | Zwycięzca           |
| 1986  | Viladecans          |
| 1987  | Viladecans          |
| 1988  | Viladecans          |
| 1989  | Viladecans          |
| 1990  | Viladecans          |
| 1991  | Viladecans          |
| 1992  | Viladecans          |
| 1993  | Viladecans          |
| 1994  | Viladecans          |
| 1995  | Viladecans          |
| 1996  | Viladecans          |
| 1997  | Viladecans          |
| 1998  | Viladecans          |
| 1999  | Viladecans          |
| 2000  | Viladecans          |
| 2001  | Viladecans          |
| 2002  | Viladecans          |
| 2003  | Sant Boi            |
| 2004  | Rojos de Candelaria |
| 2005  | Marlins Puerto Cruz |
| 2006  | Marlins Puerto Cruz |

| Sezon | Zwycięzca           |
| 2007  | Marlins Puerto Cruz |
| 2008  | Marlins Puerto Cruz |
| 2009  | Marlins Puerto Cruz |
| 2010  | Sant Boi            |
| 2011  | FC Barcelona        |
| 2012  | Béisbol Barcelona   |
| 2013  | Marlins Puerto Cruz |
| 2014  | Marlins Puerto Cruz |
| 2015  | Marlins Puerto Cruz |
| 2016  | Valencia Astros     |

## Zwycięskie kluby
| Klub                | Zwycięstwa | Sezony |
| Viladecans          | 21         | 1982, 1983, 1984, 1985, 1986, 1987, 1988, 1989, 1990, 1991, 1992, 1993, 1994, 1995, 1996, 1997, 1998, 1999, 2000, 2001, 2002 |
| Real Madrid         | 8          | 1945, 1948, 1950, 1955, 1959, 1960, 1961, 1963                                                                               |
| Condepols Madrid    | 8          | 1971, 1972, 1973, 1974, 1975, 1978, 1979, 1980                                                                               |
| Tenerife Marlins    | 8          | 2005, 2006, 2007, 2008, 2009, 2013, 2014, 2015                                                                               |
| FC Barcelona        | 4          | 1946, 1947, 1956, 2011 |
| Atlético Madrid     | 3          | 1949, 1951, 1952 |
| Corte Inglés        | 3          | 1965, 1968, 1969 |
| Picadero Damm       | 3          | 1962, 1964, 1973 |
| Piratas de Madrid   | 3          | 1966, 1967, 1981 |
| Hèrcules Les Corts  | 2          | 1954, 1958 |
| RCD Espanyol        | 2          | 1944, 1953 |
| Saint Boi           | 2          | 2003, 2010 |
| Rayo Vallecano      | 1          | 1970 |
| Catalunya           | 1          | 1977 |
| Rojos de Candelaria | 1          | 2004 |
| Béisbol Barcelona   | 1          | 2012 |
| Valencia Astros     | 1          | 2016 |